# Powiat Kamiiso
Powiat Kamiiso (jap. 上磯郡 Kamiiso-gun) – powiat w Japonii, w prefekturze Hokkaido, w podprefekturze Oshima. W 2024 roku liczył 7417 mieszkańców.

## Miejscowości
- Kikonai
- Shiriuchi